# Перестюк Микола Олексійович
Микола Олексійович Перестюк (1 січня 1946, с. Плоска, Кам'янець-Подільська обл., УРСР, СРСР — 25 січня 2024, Київ) — український учений-математик, доктор фізико-математичних наук (1986), професор (1987), академік НАН України (2009), академік АН ВШ України з 1993 р., Заслужений діяч науки і техніки України (2002).

## Біографія
Народився в с. Плоска Славутського району Хмельницької обл. в селянській родині. У 1963 р. вступив на механіко-математичний факультет КДУ ім. Т. Шевченка.
Після закінчення навчання в університеті в 1968 р. вступає до аспірантури, а з 1969 р. розпочинає працювати на механіко-математичному факультеті: на посаді асистента, потім доцента (1974), професора (1986), завідувача кафедри інтегральних та диференціальних рівнянь (1988) і за сумісництвом — декана механіко-математичного факультету (1987—2003).
1972 р. — захистив кандидатську дисертацію,
1986 р. — захистив докторську дисертацію (наук. керівник академік А. М. Самойленко).

## Наукова діяльність
Як учений продовжує традиції всесвітньо відомої Київської школи з нелінійної механіки Крилова — Боголюбова — Митропольського. Наукові інтереси охоплюють широке коло складних та актуальних задач теорії диференціальних рівнянь і нелінійної механіки, які відносяться до розробки нового напряму цієї теорії — диференціальних рівнянь з імпульсною дією, їх застосування до дослідження коливних процесів, які зазнають короткочасних (імпульсних) збурень. Вперше встановив ефективні критерії стійкості розв'язків диференціальних рівнянь з імпульсною дією як у фіксовані моменти часу, так і в моменти попадання зображуючої точки в задані множини розширеного фазового простору. Розробив алгоритми наближеного розв'язку достатньо широкого класу диференціальних рівнянь з імпульсною дією, довів аналоги глибоких теорем М. М. Боголюбова з обґрунтування методу усереднення на нескінченому часовому проміжку, встановив ознаки існування розв'язків, що відповідають розривним коливним режимам.
Уперше встановив ефективні критерії стійкості розв'язків диференціальних рівнянь, які
зазнають імпульсного впливу, розробив алгоритми наближеного розв'язання широкого класу імпульсних диференціальних рівнянь, запропонував метод дослідження
диференціальних властивостей розв'язків та інтегральних множин систем диференціальних рівнянь з імпульсною дією на поверхнях, сформулював та обґрунтував ознаки існування важливих типів одно- та багаточастотних розривних коливань у некласичних диференціальних системах.

### Публікації
Творчий доробок Миколи Олексійовича складає понад 350 наукових та навчально-методичних праць, серед яких 6 монографій та 35 підручників і навчальних посібників.

### Підготовка кадрів
Під його науковим керівництвом захищено 6 докторських та 25 кандидатських дисертацій.

## Науково-організаційна діяльність
Голова комісії з математики науково-методичної ради МОН України.
Член семи редколегій наукових періодичних видань, в тому числі двох зарубіжних.
Голова спеціалізованої вченої ради із захисту докторських і кандидатських дисертацій при КНУ ім. Т. Шевченка.
Входить до складу:
- бюро Відділення математики НАН України,
- комісії ДАК МОН України.

## Відзнаки та нагороди
- Заслужений діяч науки і техніки України (2002, 2011).
- Соросівський професор
- Премія ім. М. М. Крилова НАН України (1998)
- Нагорода Ярослава Мудрого АН ВШ України (2005)
- Почесний доктор Ужгородського національного університету (2006).
- Відзнака НАН України «За наукові досягнення» (2009)
- Орден «За заслуги» (2009, 2019)
- Пам'ятна медаль ім. М. М. Боголюбова «За високий рівень наукових результатів у галузі математичної науки» (2009)
- Заслужений професор Київського національного університету імені Тараса Шевченка (2010).
- Почесний доктор Чернівецького національного університету імені Юрія Федьковича (2010)
- Державна премія України в галузі науки і техніки (2011)[3]
- Державна премія України в галузі освіти (2012)[4]
- Заслужений професор Кам’янець-Подільського національного університету імені Івана Огієнка (2012)
- Відзнака НАН України «За підготовку наукової зміни» (2015)
- Премія НАН України імені М. М. Боголюбова (2018)
- Відзнака НАН України «За професійні здобутки» (2020)